# Oldenelerbroek
Oldenelerbroek is een buurt in de wijk (met CBS wijknummer 50) Schelle van de Overijsselse hoofdstad Zwolle.

## Beschrijving

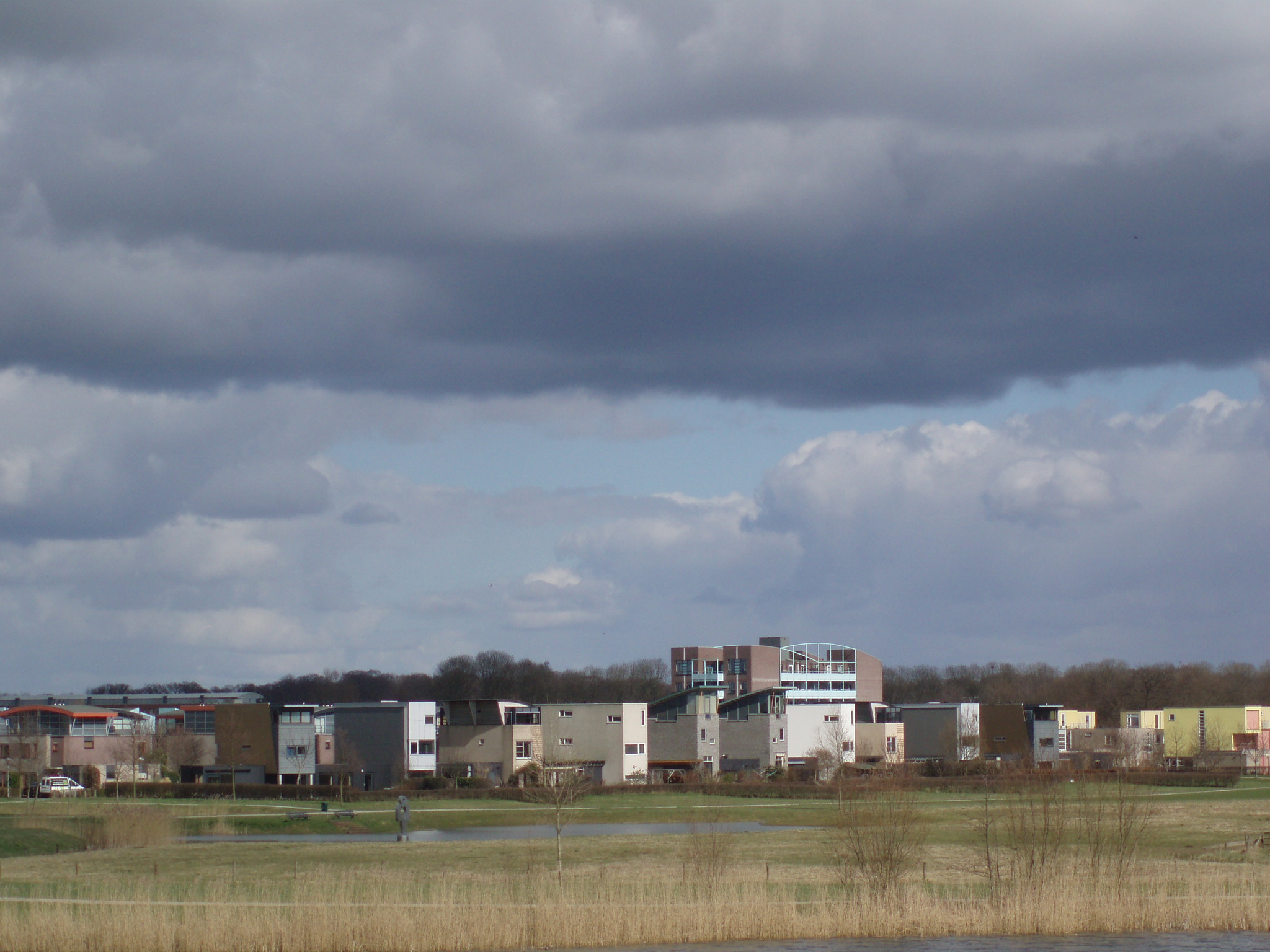
Blik op het wijkgedeelte Oldenelerbroek van Zwolle-Zuid. Gezien vanaf de dijk langs de IJssel.

Oldenelerbroek wordt aan de oostzijde begrensd door de spoorlijn van Zwolle richting Deventer-Arnhem. Aan de zuidzijde ligt de buurt net boven de IJsselcentrale. Dwars door de buurt lopen de Van Nispensingel, Commisarislaan en Oldeneelweg, welke de buurt ontsluiten. De straatnamen eindigen overwegend op '-marke', een verwijzing naar de historie van het gebied. De buurt bestaat uit voornamelijk nieuwbouw uit de jaren 80 en 90, die werd gerealiseerd als uitbreidingsgebied van stadsdeel Zwolle-Zuid. De buurt wordt doorsneden door de Steenwetering, een waterloop die als drainagekanaal door het gebied loopt. Langs het Beekmanpad in het zuiden van de buurt liggen voorts nog drie kleine plassen in het gebied aan de stadsrand met voornamelijk agrarische activiteit.
Wijken: Aa-landen · Assendorp · Berkum · Binnenstad · Diezerpoort · Hanzeland · Holtenbroek · Ittersum · Kamperpoort-Veerallee · Marsweteringlanden · Poort van Zwolle · Schelle · Soestweteringlanden · Stadshagen · Vechtlanden · Westenholte · Wipstrik

Buurten: Aalanden-Midden · -Noord · -Oost · -Zuid · Bagijneweide · Berkum · Binnenstad-Noord · -Zuid · Bollebieste · Breecamp · Breezicht · Brinkhoek · De Tippe · Dieze-Centrum · Frankhuis · Gerenbroek · Gerenlanden · Geren · Haerst · Hanzeland · Harculo en Hoog-Zuthem · Herfte · Het Noorden · Hogenkamp · Holtenbroek I · II · III · IV · Indische Buurt · Ittersumerbroek · Ittersumerlanden · Kamperpoort  · Katerveer-Engelse Werk · Langenholte · Mastenbroek · Meppelerstraatweg-Zuid · Milligen · Nieuw-Assendorp · Noordereiland · Oldenelerbroek · Oldenelerlanden-Oost · -West · Oud-Assendorp · Oud-Westenholte · Oud Ittersum · Oud Schelle · Pierik · Schelle-Zuid en Oldeneel · Schellerbroek · Schellerhoek · Schellerlanden · Schildersbuurt · Schoonhorst · Spoolde · Stadsbroek · Stationsbuurt · Tolhuislanden · Veerallee · Veldhoek · Vreugderijk · Werkeren · Westenholte-Stins · Wezenlanden · Wijthmen · Windesheim · Wipstrik-Noord · -Zuid · Zwolle-Zuid

Bedrijventerreinen: Floresstraat · Hanzeland · Hessenpoort · Marslanden (-Noord · -Zuid) · Oosterenk · Voorst (Voorst-A · Voorst-B · Voorst-C) · Voorsterpoort · De Vrolijkheid